# Weltmeister W6
La Weltmeister W6 è una autovettura elettrica prodotta dalla casa automobilistica cinese Weltmeister a partire dal gennaio 2021.

## Descrizione
Il design e le linee della Weltmeister W6 sono state anticipate dalla concept car Weltmeister Evolve Concept, presentata durante il salone di Shanghai 2019.
La versione di produzione della W6 è stata sviluppata in collaborazione con Baidu ed è dotata di particolare sistema di parcheggio autonomo, che senza ausilio e la prensenza del guidatore a bordo della vettura, le permette di parcheggiare da sola. Inoltre è in grado di guidare autonomamente in specifici scenari e situazionni di traffico, attraverso un sistema chiamato Apollo dotato di centralina con chipset Qualcomm 8155, connettività 5G, sette telecamere, cinque radar e 12 sensori a ultrasuoni.
Per quel che concerne l'alimentazione e l'autonomia, la W6 è dotato di una batteria da 65 kWh (230 MJ) in grado di farle percorrere circa 520 chilometri nel ciclo di omologazione NEDC.